# Восточный (Уйский район)
Восточный — посёлок в Уйском районе Челябинской области России. Входит в состав Соколовского сельского поселения.

## География
Посёлок находится в центральной части области, в лесостепной зоне, на левом берегу реки Карасу (приток Увельки), на расстоянии 40 километров по прямой к северо-востоку от села Уйского, административного центра района. Абсолютная высота 284 метра над уровнем моря.
Часовой пояс
Посёлок Восточный, как и вся Челябинская область, находится в часовой зоне МСК+2. Смещение применяемого времени относительно UTC составляет +5:00.

## Население
| 2002 | 2010 |
| ---- | ---- |
| 389  | ↘291 |

Гендерный состав
По данным Всероссийской переписи населения 2010 года в гендерной структуре населения мужчины составляли 49,5 %, женщины 50,5 %.
Национальный состав
Согласно результатам переписи 2002 года, в национальной структуре населения русские составляли 86 %.

## Улицы
Уличная сеть посёлка состоит из двух улиц.